# 장성호 (야구인)
장성호(張盛好, 1977년 10월 18일 ~ )는 전 KBO 리그 KIA 타이거즈, 한화 이글스, 롯데 자이언츠, kt wiz 소속으로 뛰었던 야구 선수이자, 현재 KBS N 스포츠의 야구 해설위원이다.

## 선수 시절

### 해태 타이거즈&KIA 타이거즈시절
충암고를 졸업하고, 1996년 KIA의 전신인 해태에 지명되어 입단해 프로 생활을 시작했다. 프로 데뷔 첫 경기인 1996년 4월 13일 쌍방울전에서 2루타 2개를 포함, 4타수 3안타로 화려한 신고식을 치렀으며, 1998년부터 2006년까지 9년 연속으로 타율 3할대를 기록했다. 2004년과 2005년에 타율 2할 9푼 9리 6모를 기록했고 이를 사사오입해 3할로 KBO에서 인정했다.
2005년 FA 자격을 얻어 내야수로써 역대 2번째로 높은 액수인 38억원(옵션 제외)을 받고 잔류했다.
90년대에 그의 포지션은 이종범의 일본 진출 후에도 팀의 1번타자이자 좌익수였다. 시드니 올림픽 때도 국가대표 좌익수로 출전했다. 이후 1루수로 전향했지만 2007년에 1루수 최희섭이 해외파 특별 지명으로 입단한 뒤로 수비 위치가 겹쳐, 가끔 외야수로도 출전했다. 
그의 타격 자세는 독특하다. 항상 오른쪽 다리를 높이 들어 올려 치는데, 이는 레이다 역할을 한다. 하지만 2007년에 10년 연속 3할대 타율에 실패해 왼쪽 허벅지 부근까지 올리던 그의 트레이드 마크와 같은 다리 올리기를 최소화한다고 밝혔다.
2009년에는 당시 감독이었던 조범현과 크게 갈등을 빚어 조범현이 그를 전력 구상에서 제외할 정도로 사이가 악화됐고, 시즌 후 2번째로 FA를 선언한 후 잔류할 때까지 진통을 크게 겪었다. 하지만 불씨는 여전히 남았고, 2010년 개막 전에 당한 부상까지 겹쳐 개막 후에도 1군에 올라오지 못했으며, 여러 팀과 트레이드를 추진했으나 번번이 실패했다. 당시 두산 베어스의 투수였던 김상현과 트레이드를 추진했으나, 김상현이 부상을 당해 트레이드가 무산됐다.

### 한화 이글스시절
때마침 곧 군에 입대해야 할 선수가 특히 많아 전력 누수가 불가피해진 팀의 당시 감독이었던 한대화가 그에게 눈독을 들였고, 지지부진하였던 트레이드 논의 끝에 2010년 6월 8일 KIA 타이거즈와 한화 이글스 간의 3:3 트레이드로 이적하였다(KIA 내야수 그, 투수 이동현, 외야수 김경언 ↔ 한화 투수 안영명, 박성호, 외야수 김다원). 이 트레이드 상대 중 안영명은 이듬해 이범호의 보상 선수로 팀에 복귀했다.
트레이드 첫 날인 6월 8일 바로 1군에 등록했고, LG전에서 경기 후반에 대타로 이적 후 첫 타석에서 삼진으로 물러났다. 그 후 6월 16일 친정 팀 KIA 타이거즈와의 경기에서 트레이드된 투수 안영명을 상대로 헛스윙 삼진으로 물러났다.
2010년 8월 8일 롯데전에서 장원준을 상대로 시즌 첫 홈런을 쳐 냈다. 2009년 9월 12일 이후 처음 쳐 낸 홈런이었다.
2012년 9월 18일 삼성전에서 브라이언 고든을 상대로 KBO 리그 통산 3번째로 2000안타를 기록했으며, 최연소 기록이었다. 2012년 10월 2일 SK 와이번스전에서 채병용을 상대로 솔로 홈런을 쳐 내며 통산 9번째 1000타점을 기록했다.

### 롯데 자이언츠시절
2012년 11월 27일 신인 투수 송창현과 1:1 트레이드돼 이적하였다. 한화 이글스에서 김태완의 제대로 인한 1루수 포지션 중복이 생겼고, 팀에서는 FA로 홍성흔이 이적해 당시 감독이었던 김시진이 지명 타자 보강 차원에서 당시 수석코치였던 권영호와 논의한 끝에 성사됐다.

### kt wiz시절
2014년에 롯데 자이언츠의 보류 선수에서 제외돼 방출된 뒤 이적했다.
넥센 히어로즈와의 경기 중 부상을 당해 시즌을 마감한 그는 2015 시즌 후 현역 은퇴를 선언했다.

## 야구선수 은퇴 후
이후 코치 제의를 받았으나, 야구를 보는 눈을 넓히겠다는 의사를 밝혀 KBS N 스포츠와 해설위원으로 계약했다.

## 출신 학교
- 충암초등학교
- 충암중학교
- 충암고등학교

## 경력
- 해태 타이거즈 & KIA 타이거즈
  - 2005년 11월 - 계약금 18억원 연봉 20억원 (옵션 포함 최대 42억 최소 34억)으로 4년간 FA 계약.

- 한화 이글스
  - 2010년 6월 8일 3:3 트레이드

- 롯데 자이언츠
  - 2012년 11월 27일 롯데 자이언츠 투수 송창현과 트레이드.

- kt wiz
  - 2014년 11월 27일 kt wiz로 이적
  - 2015년 12월 7일 은퇴 선언

## 대한민국 야구 국가대표팀활약
- 2000년 시드니 올림픽
- 2002년 부산 아시안 게임
- 2006년 도하 아시안 게임

## 주요 기록
| 기록           | 날짜            | 상대팀 | 장소 | 경기 내용                            | 종전 기록 | 기타  |
| -------------- | --------------- | ------ | ---- | ------------------------------------ | --------- | ----- |
| 통산 2,100안타 | 2015년 8월 19일 | 넥센   | 수원 | 9회 , 중전 안타 (상대 투수 : 한현희) |           | 2번째 |

## 통산 기록
| 연 도           | 소 속           | 나 이           | 출 장 | 타 석 | 타 수 | 득 점 | 안 타 | 2 루 타 | 3 루 타 | 홈 런 | 타 점 | 도 루 | 도 실 | 볼 넷 | 삼 진 | 타 율 | 출 루 율 | 장 타 율 | O P S | 루 타 | 병 살 타 | 몸 맞 | 희 타 | 희 플 | 고 4 |
| --------------- | --------------- | --------------- | ----- | ----- | ----- | ----- | ----- | ------- | ------- | ----- | ----- | ----- | ----- | ----- | ----- | ----- | -------- | -------- | ----- | ----- | -------- | ----- | ----- | ----- | ---- |
| 1996            | 해태            | 19              | 71    | 211   | 189   | 16    | 39    | 9       | 0       | 2     | 11    | 0     | 1     | 21    | 35    | .206  | .286     | .286     | .571  | 54    | 3        | 0     | 1     | 0     | 0    |
| 1997            | 해태            | 20              | 103   | 334   | 314   | 36    | 84    | 14      | 1       | 4     | 35    | 2     | 2     | 13    | 46    | .268  | .305     | .357     | .662  | 112   | 7        | 4     | 3     | 0     | 0    |
| 1998            | 해태            | 21              | 125   | 529   | 465   | 76    | 145   | 23      | 1       | 15    | 49    | 5     | 0     | 44    | 53    | .312  | .381     | .462     | .843  | 215   | 12       | 9     | 9     | 2     | 6    |
| 1999            | 해태            | 22              | 129   | 559   | 485   | 110   | 166   | 32      | 1       | 24    | 62    | 5     | 3     | 61    | 71    | .342  | .420     | .561     | .981  | 272   | 9        | 8     | 0     | 5     | 2    |
| 2000            | 해태            | 23              | 115   | 546   | 450   | 90    | 146   | 30      | 1       | 14    | 48    | 6     | 5     | 88    | 57    | .324  | .436     | .489     | .925  | 220   | 7        | 3     | 2     | 3     | 4    |
| 2001            | KIA             | 24              | 133   | 591   | 489   | 86    | 152   | 32      | 4       | 23    | 97    | 6     | 4     | 90    | 53    | .311  | .422     | .534     | .956  | 261   | 11       | 6     | 3     | 3     | 5    |
| 2002            | KIA             | 25              | 133   | 586   | 481   | 82    | 165   | 29      | 0       | 19    | 95    | 7     | 3     | 86    | 53    | .343  | .445     | .522     | .967  | 251   | 15       | 9     | 2     | 8     | 14   |
| 2003            | KIA             | 26              | 130   | 571   | 476   | 108   | 150   | 36      | 2       | 21    | 105   | 13    | 4     | 84    | 52    | .315  | .417     | .532     | .949  | 253   | 7        | 3     | 3     | 5     | 7    |
| 2004            | KIA             | 27              | 130   | 561   | 474   | 78    | 142   | 29      | 0       | 19    | 80    | 11    | 7     | 76    | 61    | .300  | .401     | .481     | .882  | 228   | 11       | 7     | 0     | 4     | 5    |
| 2005            | KIA             | 28              | 123   | 533   | 464   | 70    | 139   | 23      | 1       | 16    | 74    | 4     | 1     | 61    | 48    | .300  | .382     | .457     | .839  | 212   | 12       | 3     | 1     | 4     | 10   |
| 2006            | KIA             | 29              | 126   | 540   | 445   | 62    | 136   | 24      | 2       | 13    | 79    | 6     | 3     | 83    | 38    | .306  | .413     | .456     | .870  | 203   | 5        | 3     | 3     | 6     | 10   |
| 2007            | KIA             | 30              | 116   | 464   | 395   | 55    | 111   | 22      | 0       | 11    | 62    | 9     | 4     | 63    | 30    | .281  | .382     | .420     | .802  | 166   | 10       | 3     | 0     | 3     | 3    |
| 2008            | KIA             | 31              | 85    | 352   | 293   | 39    | 89    | 17      | 1       | 7     | 46    | 15    | 5     | 53    | 25    | .304  | .412     | .440     | .852  | 129   | 11       | 3     | 0     | 3     | 6    |
| 2009            | KIA             | 32              | 88    | 312   | 271   | 39    | 77    | 11      | 3       | 7     | 39    | 7     | 5     | 40    | 42    | .284  | .378     | .424     | .803  | 115   | 8        | 1     | 0     | 0     | 0    |
| 2010            | 한화            | 33              | 74    | 279   | 237   | 34    | 58    | 8       | 0       | 4     | 29    | 0     | 2     | 35    | 35    | .245  | .344     | .329     | .673  | 78    | 9        | 2     | 3     | 2     | 1    |
| 2011            | 한화            | 34              | 116   | 478   | 390   | 53    | 95    | 13      | 0       | 8     | 37    | 0     | 6     | 81    | 66    | .244  | .379     | .338     | .717  | 132   | 9        | 4     | 3     | 0     | 2    |
| 2012            | 한화            | 35              | 130   | 501   | 429   | 57    | 113   | 28      | 0       | 9     | 52    | 2     | 3     | 67    | 63    | .263  | .364     | .392     | .756  | 168   | 11       | 2     | 1     | 2     | 1    |
| 2013            | 롯데            | 36              | 83    | 278   | 241   | 21    | 64    | 10      | 1       | 4     | 27    | 0     | 1     | 35    | 36    | .266  | .363     | .365     | .729  | 88    | 5        | 2     | 0     | 0     | 4    |
| 2014            | 롯데            | 37              | 5     | 5     | 2     | 0     | 0     | 0       | 0       | 0     | 0     | 0     | 0     | 3     | 0     | .000  | .600     | .000     | .600  | 0     | 1        | 0     | 0     | 0     | 1    |
| 2015            | KT              | 38              | 49    | 114   | 94    | 11    | 29    | 4       | 0       | 1     | 16    | 1     | 0     | 17    | 15    | .309  | .421     | .383     | .804  | 36    | 3        | 2     | 0     | 1     | 0    |
| KBO 통산 : 20년 | KBO 통산 : 20년 | KBO 통산 : 20년 | 2064  | 8344  | 7084  | 1008  | 2100  | 394     | 18      | 221   | 1043  | 99    | 59    | 1101  | 879   | .296  | .394     | .451     | .845  | 3193  | 166      | 74    | 34    | 51    | 81   |

- 시즌 기록 중 굵은 글씨는 해당 시즌 최고 기록